# Horton, Gloucestershire
Horton är en ort och civil parish i Storbritannien.   Den ligger i kommunen South Gloucestershire och riksdelen England, i den södra delen av landet, 150 km väster om huvudstaden London. Horton ligger 110 meter över havet och antalet invånare är 355.
Terrängen runt Horton är platt. Runt Horton är det tätbefolkat, med 476 invånare per kvadratkilometer. Närmaste större samhälle är Chipping Sodbury, 3,6 km sydväst om Horton. Trakten runt Horton består i huvudsak av gräsmarker.